# Milice populaire (Union soviétique)

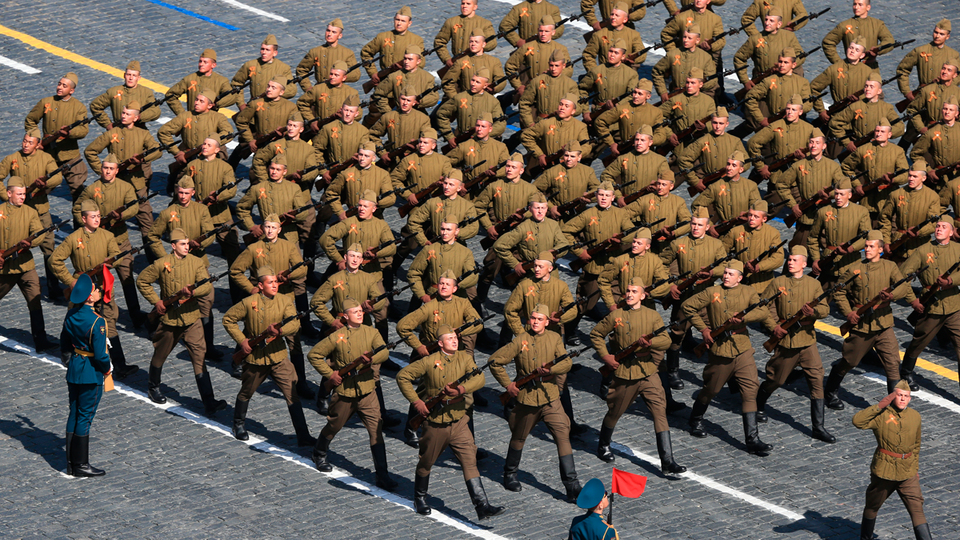
Reconstituteurs vêtus des uniformes de la milice populaire de la Seconde Guerre mondiale lors du défilé du Jour de la Victoire à Moscou en 2015.

La milice populaire (en russe : Народное ополчение) est le nom donné aux troupes irrégulières formées à partir de la population de l'Empire russe et plus tard de l'Union soviétique. Ils ont combattu derrière les lignes de front et aux côtés de l’armée régulière au cours de plusieurs guerres tout au long de son histoire.
La milice populaire est communément nommée « troupes nationales », comme les cosaques du Dniepr ou la Landwehr allemande, et bien que souvent traduite par « milice populaire », « garde intérieure », « peuple en armes », ou « armée nationale populaire », ses membres n'ont jamais appartenu à une force militaire organisée, mais ont dans tous les cas été sélectionnés de manière sélective parmi un corps de volontaires lors d'une urgence nationale.
La milice populaire occupe une place importante au début de l'histoire de la Russie, par exemple dans Le conte de la campagne d'Igor lorsqu'elle fait référence à l'ensemble des forces menées dans une campagne. Elle est utilisée à des fins politiques lorsque le Grand-Duché de Moscou assuma un rôle de premier plan dans la Russie du XVIe siècle. L'État russe cherche à mettre en valeur le tsar comme le « père » de tous les Russes, y compris d'autres principautés cherchant à rester indépendantes. Avant l'unification des Russes sous la direction de Moscou, chaque ville et village dispose de sa propre Opolcheniye, nommée d'après la ville ou le village (exemples : Novgorodskoye Opolcheniye, Suzdalskoye Opolcheniye, Vladimirskoye Opolcheniye, etc). Ce ne sont pas des milices en tant que telles, mais des foules armées qui, pour faire face à une attaque, s'arment et se rassemblent en un « polk », ce qui se traduit dans son sens moderne par « régiment ». Dahl donne d'autres usages tels que « rat' », « voisko », « opolcheniye », « tolpa » et « vataga ».

## Avant le 19esiècle
Bien que constituées en régiments, divisions et même armées au cours de leur existence, les Opolcheniye n'ont jamais eu leurs propres unités permanentes, et ce n'est que lors de leur dernière création en 1941 qu'elles seront transférées en masse dans les unités et formations régulières.
- Le premier Narodnoe Opolcheniye est formé en 1611 pendant la guerre russo-polonaise de 1605-1618.
- Le deuxième Narodnoe Opolcheniye est formé en 1611-1612 pendant la guerre russo-polonaise de 1605-1618.

## 19eet 20esiècle

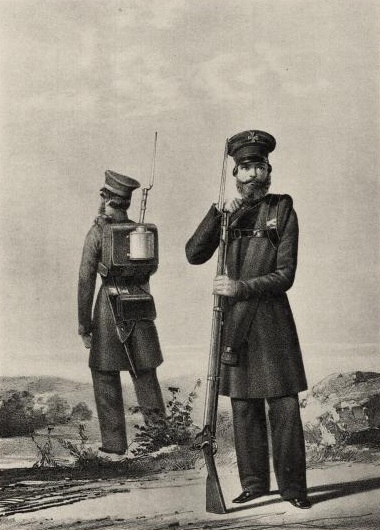
Fusiliers russes des gouvernorats de Vologda et d'Olonets, 1812.

- Pendant la guerre de la Quatrième Coalition (1806-1807), le Narodnoe Opolcheniye est élevé au nombre d'environ 612 000 hommes, mais ne sera pas utilisé au combat.
- En 1812, le Narodnoe Opolcheniye de 420 000 hommes est formé lors de l'invasion française de la Russie et est largement utilisé pendant la guerre[5] et dans les campagnes de 1813. À cette époque, l'Opolcheniye cosaque est également créée, incluant même l'utilisation de canons turcs capturés au XVIIIe ou même au XVIIe siècle et conservés comme trophées[6].
- Pendant la guerre de Crimée (1853-1856), un nouveau Narodnoe Opolcheniye comptant environ 360 000 hommes est  appelé[7], mais ne sera pas utilisé au combat, bien que les 7 132 membres du Morskoye Opolcheniye formé à partir d'anciens officiers et marins de la marine et des marchands serviront sur service actif[8].
- Sous le règne d'Alexandre II de Russie, à partir de 1874, un Gosudarstvennoye Opolcheniye est créé et existera jusqu'en 1917. L'intention organisationnelle principale du gouvernement est d'offrir un cadre administratif pour la création auparavant spontanée de formations Opolcheniye en raison de la fin du servage une décennie plus tôt et de l'augmentation des activités révolutionnaires socialistes. La milice est utilisée en Sibérie pendant la guerre russo-japonaise.
- Le Narodnoe Opolcheniye est reconstitué en 1941 pendant la Grande Guerre patriotique en nombre important[9]. Seize divisions sont formées à Moscou. Dix-huit sont formées à Léningrad, dont cinq deviendront des divisions de fusiliers régulières[10].